# Bobby Evans
Robert "Bobby" Evans (16 de juliol de 1927 - 1 de setembre de 2001) fou un futbolista escocès de la dècada de 1950.
Fou internacional amb la selecció d'Escòcia amb la que participà en la Copa del Món de futbol de 1954 i de 1958. També jugà a la selecció de la lliga.
La major part de la seva carrera la passà al Celtic. També fou jugador del Chelsea.